# LP (album av Antiloop)
LP är debut studioalbumet av den nedlagda svenska trance-duon Antiloop. Det släpptes i juni 1997 av Fluid Records och Stockholm Records
Albumet blev ett stort genombrott för duon, och innehåller fem singlar som placerade sig på under topp 50 i Sverige.
Albumet vann en grammis 1998 i kategorin "Årets modern dans" och en Swedish Dance Music Awards för "Best Dance Album" samma år.

## Kommersiella resultat
Albumet blev en kommersiell framgång i Sverige, men misslyckades med att nå topplistor i andra länder. En av anledningarna till det var att Stockholm Records inte hade så stor möjlighet att släppa albumet i andra länder. LP debuterade i Sverige den 13 juni 1997, med placering 32. Fyra veckor senare, 4 juli 1997, nådde den sin topplacering på plats 8. 7 april 1998 blev den certifierad guld av Grammofonleverantörernas förening. Albumet lämnade listan 29 oktober 1998 (plats 54), efter att ha tillbringat 38 veckor på listan.

## Inverkan
Enligt musikkritikern David Drazil var Antiloop med albumet en av de bidragande orsakerna till att fler personer upptäckte dansmusik:
| ”               | Ett exempel är Antiloop som på skivan ”LP”, med en kombination av ett lättlyssnat sound och en utpräglad hitkänsla, lyckades få den breda publiken att upptäcka dansmusik. | „ |
| – David Drazdil | |   |

## Låtlista
Alla låtar är skrivna och komponerade av Antiloop. 
| Nr           | Titel                                               | Längd   |
| ------------ | --------------------------------------------------- | ------- |
| 1.           | Intro                                               | 1:08    |
| 2.           | In My Mind                                          | 3:28    |
| 3.           | Purpose In Life                                     | 6:01    |
| 4.           | I Love You (Beauty And The Beast)                   | 3:37    |
| 5.           | Nowhere To Hide                                     | 3:33    |
| 6.           | Analogue Relaxation                                 | 6:07    |
| 7.           | Trespasser                                          | 7:48    |
| 8.           | At The Rebels Room                                  | 7:57    |
| 9.           | Lidingö Hills 909303                                | 9:02    |
| 10.          | In Your Face                                        | 9:20    |
| 11.          | Theme Of Antiloop (B&B Remix) (Remix av I Love You) | 8:03    |
| 12.          | Signing Off                                         | 7:05    |
| Total längd: | Total längd:                                        | 1:13:14 |

## Medverkande
Platser
- Inspelad i studion The Rebel's Room, Stockholm.

Musiker
- David Westerlund – Huvudproducent
- Robin Söderman – Huvudproducent
- Henrik Jonsson – Mastring

Omslagsdesign
- Tony Senghore - Sleeve design
- Peter Gehrke - Fotografier

## Listplacering
| Land                        | Placering |
| --------------------------- | --------- |
| Sverige (Sverigetopplistan) | 8         |

## Certifikat
| Land          | Certifikat | Försäljningar |
| ------------- | ---------- | ------------- |
| Sverige (GLF) | Guld       | 60 000+       |

## Framträdanden i media
- I Ulf Aldevinges film Det sjunde skottet finns två låtar från albumet med, "Trespasser" och "Theme of Antiloop (B&B Remix)".[3]
- I Gita Malliks film Sherdil finns en låt från albumet med, "In My Mind".[4]
- I TV-spelet FIFA Football 2003 finns en låt från albumet med, "In My Mind".[5]